# Glitch hop
La Glitch hop è un sottogenere della glitch music che fonde alcuni elementi della hip hop. Il genere ha preso forma intorno all'anno 1997 dai primi lavori di Push Button Objects su Chocolate Industries, crebbe in popolarità intorno al 2001. Mentre inizialmente si basava sulla fusione dell'estetica lo-fi dei primi hip hop e glitch, ha sempre più influenzato il suono massimalista, focalizzato sul basso di dubstep e il sottofondo neurofunk del drum and bass con la cui variante neurohop condivide molte somiglianze. Con l'adesione della glitch hop nella EDM, molti dei suoi produttori hanno istituito un tempo comune di 110 BPM.

## Artisti Glitch Hop
- The Glitch Mob
- KOAN Sound
- Pegboard Nerds
- Tristam
- Pretty Lights
- GRiZ
- Mr Bill
- TheFatRat
- Hefe Heetroc
- Opiuo
- Jersus